# رمي السهام الصوتي
سهام الصوت هي نوع خاص من رياضة السهام، يتميز باستخدام رؤوس سهام ناعمة، ويرتدي فيه اللاعبون عصابات على أعينهم لضمان تكافؤ الفرص. تم رفع لوحة أصابع القدم قليلًا بحيث يمكن للاعبين الإحساس بها بواسطة أصابع أقدامهم، كما أن لوحة السهام مزودة بنظام صوتي يعلن عن كل المعلومات التي تظهر عادةً بواسطة الأضواء. يُستخدم مراقبون مبصرون خلال اللعب للإعلان عن مواقع السهام التي تخطئ الهدف، ولمساعدة اللاعبين في العثور على السهام التي تسقط على الأرض.

## التاريخ
في سنة 1988، كانت مؤسسة برايل الرياضية (BSF)، التي تهدف إلى تعزيز إمكانية الوصول لذوي الإعاقات البصرية، تبحث عن طريقة لإدماج الأشخاص المكفوفين أو ضعاف البصر في لعبة السهام . وبعد نحو عام من البحث والتطوير، تم اختراع جهاز Audio English Mark Dart، الذي أتاح للمكفوفين فرصة التنافس بفعالية ضد خصوم مبصرين أو مكفوفين. قامت شركة Arachnid بإنتاج 50 وحدة فقط من هذا الجهاز، ولا يزال عدد قليل منها محفوظًا حتى اليوم.
في وقت لاحق، أصدرت شركة DMI جهاز سماعة e750، المرخص من شركة Arachnid، والذي كان قادرًا إلى حد كبير على تقديم تجربة لعب صوتية كافية لممارسة اللعبة دون الحاجة إلى الإبصار.
وفي سنة 2009، تم إطلاق جهاز Audio Dart Master، الذي وفر وظيفة صوتية كاملة لدعم اللاعبين المكفوفين أثناء اللعب.

## الدوريات
تُمارس لعبة سهام الصوت في عدد محدود من الدوريات حول العالم.

### دوري دارت الصوتي في توين سيتيز
ومن أبرز هذه الدوريات، دوري Twin Cities Blind Audio Dart League، الذي أُسس لتشجيع ممارسة لعبة السهام في بيئة ترفيهية تنافسية تجمع بين الأشخاص ذوي الإعاقات والأشخاص غير المعاقين.